# Merostachys speciosa
Merostachys speciosa är en gräsart som beskrevs av Spreng.. Merostachys speciosa ingår i släktet Merostachys och familjen gräs. Inga underarter finns listade i Catalogue of Life.